# Carl Michalski
Carl Michalski (* 18. Januar 1911 in Bochum; † 11. Dezember 1998 in Bad Wiessee) war ein deutscher Komponist und Dirigent.

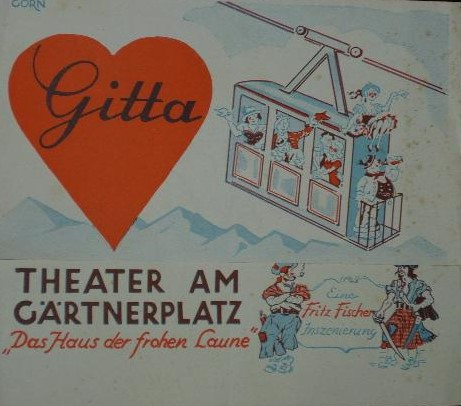
Programmheft zur Operette Gitta (1942)

## Leben
Michalski war Schüler von Leopold Reichwein. Er wirkte als Kapellmeister am Stadttheater Bochum (1932–1934), beim Reichssender München (1934–1938) und ab 1934 bis zur kriegsbedingten Schließung aller deutschsprachigen Theater im Sommer 1944 am Staatstheater am Gärtnerplatz in München. Am 22. Dezember 1940 beantragte er die Aufnahme in die NSDAP und wurde zum 1. Januar 1941 aufgenommen (Mitgliedsnummer 8.797.611). Gemeinsam mit Bernhard Stimmler komponierte Michalski die 1943 am Staatstheater am Gärtnerplatz uraufgeführte Operette Gitta. Eine Fahrt ins Blaue. Michalski stand 1944 in der Gottbegnadeten-Liste des Reichsministeriums für Volksaufklärung und Propaganda.
Ab 1952 war er am Gärtnerplatztheater als „Musikalischer Oberleiter“ engagiert. Außerdem war er in der Verwaltung des Hauses als Sachbearbeiter des Intendanten tätig.
Er spielte als Dirigent u. a. mehrere Aufnahmen mit dem Orchester der Wiener Volksoper, dem Rundfunktanzorchester München, dem Symphonie-Orchester Kurt Graunke und dem Orchester des Bayerischen Rundfunks ein. Für EMI machte er zahlreiche Schallplattenaufnahmen mit Operettenquerschnitten, mit Solisten wie Sári Barabás, Melitta Muszely, Christine Görner, Heinz Hoppe und Fritz Wunderlich.